# Polyxenus lagurus
Espèce
Polyxenus lagurus est un mille-pattes appartenant à la classe des diplopodes (comme les iules, les gloméris) et à l'ordre des Polyxenida.